# Kanton Rennes-Centre-Sud
Kanton Rennes-Centre-Sud (francouzsky Canton de Rennes-Centre-Sud) je francouzský kanton v departementu Ille-et-Vilaine v regionu Bretaň. Tvoří ho pouze centrální a jižní část města Rennes.